# リアジェット35

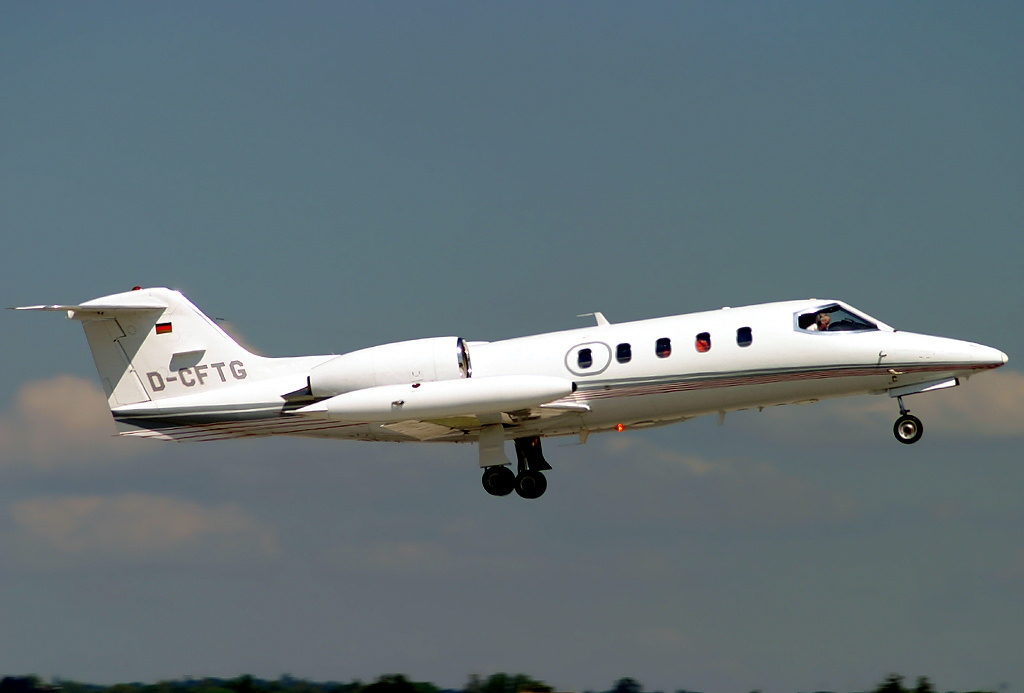
リアジェット35A

リアジェット35 (Learjet 35) は、ゲイツ・リアジェット社が開発したリアジェットシリーズの1つであるビジネスジェット機。シリーズ初のターボファンエンジン搭載モデルである。
本項では長距離型のリアジェット36についても記述する。

## 概要
ギャレット（現ハネウェル）社によるTFE731ターボファンエンジンの開発により、小型ジェット機メーカーも従来のターボジェットエンジンより燃費が良く騒音も少ないターボファンエンジンを採用することが可能になった。これを受けゲイツ・リアジェット社は1機のリアジェット25の左側エンジンをTFE731-2に換装した試験機を1973年1月に初飛行させた。続く改修2号機では両側のエンジンが換装され、これがリアジェット35の誕生へと繋がった。その初号機は同年8月22日に初飛行し、翌年夏に形式証明を取得した。
機体は形態こそ翼端に燃料タンクを装備した直線翼の主翼とT字尾翼という従来のシリーズと同じものだが、リアジェット25より胴体が0.33m、主翼が1.22m延長され、ペイロードや航続距離が向上している。乗客8人乗りの短距離型であったリアジェット35と並行して、乗客6人乗りで燃料搭載量を増やし大西洋横断を可能とした長距離型リアジェット36も開発された。ただし多くの顧客がそれほどの航続力を必要としなかったため、製造機数はリアジェット35の方が大幅に多い。
主翼の改造により最大離陸重量が増えたリアジェット35A/36Aは1976年から売り出され、リアジェットシリーズ中最大の販売数を記録する決定版となった。軍用としてもアメリカ空軍がC-21Aの名称でリアジェット35Aを採用し幕僚輸送や傷病兵輸送などに使用したほか、日本やUAE及びスイスなど西側諸国の多くの国の軍において連絡機・標的曳航機・特殊任務機に使用されている。
生産は1990年代半ばに終了し、生産数は35が66機、36が17機、35Aが609機、36Aが43機、合計で730機を超えている。

## 採用国（軍用）

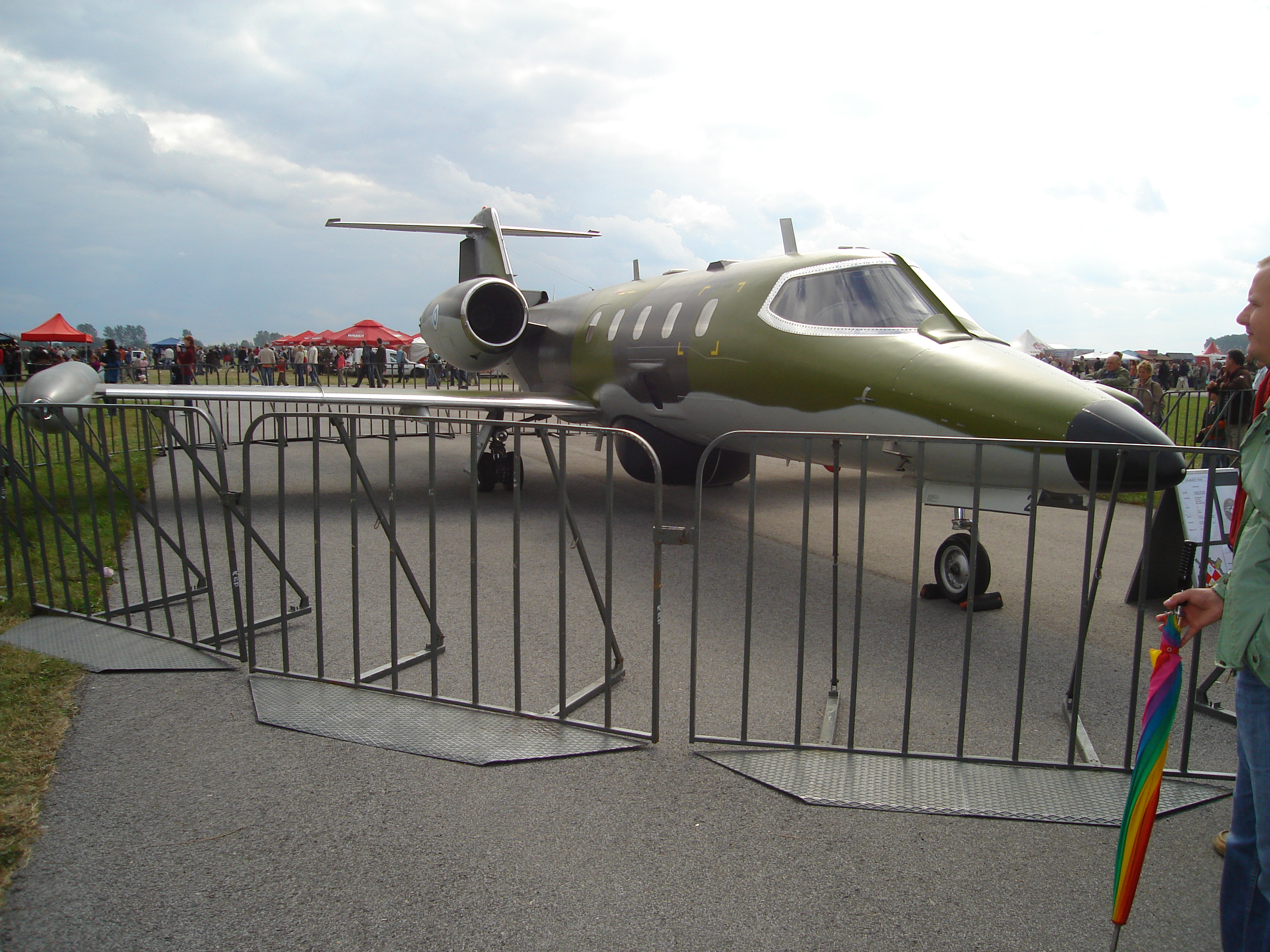
フィンランド空軍で電子戦訓練や情報収集活動、標的曳航などの特殊任務に使用されているリアジェット35A

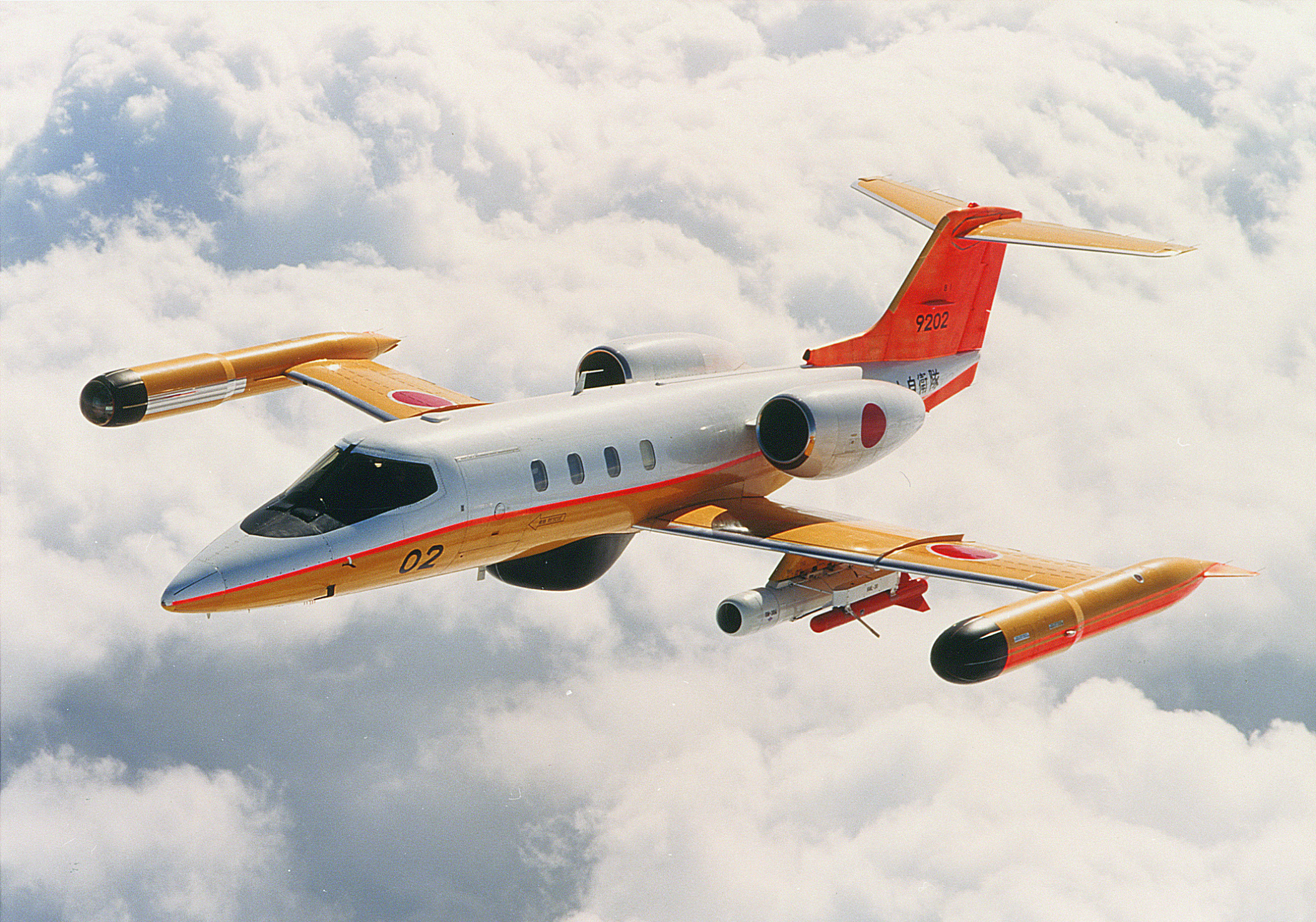
海上自衛隊U-36A

アルゼンチン
フォークランド紛争では、アルゼンチン空軍での志願兵による臨時飛行隊である「Escuadrón Fénix」飛行隊に所属。カメラマンを搭乗させて、簡易の写真偵察機として使用された。1982年6月7日には、偵察飛行中の同機がイギリス海軍の艦対空ミサイルによって撃墜され、乗員全員が死亡した。
 ボリビア
 ブラジル
 チリ
 フィンランド
2024年時点で、フィンランド空軍が測量・電子戦訓練・標的曳航用として3機のリアジェット35Aを保有。
 メキシコ
 ナミビア
 サウジアラビア
 スイス
 ペルー
 アラブ首長国連邦
 アメリカ合衆国
 タイ

### 日本での運用
海上自衛隊が艦隊訓練支援機として使用してきたUP-2Jの代替機としてリアジェット36AをU-36Aの名称で採用。海上自衛隊が導入した初めてのジェット機となった。1985年（昭和60年）に輸入された後、新明和工業で改修作業を受け、1987年（昭和62年）から6機が調達された。当初は岩国航空基地所属第31航空群隷下の第81航空隊に配備されたが、2001年3月の第31航空群改編に伴い、新編された第91飛行隊に配備された。さらに2020年10月の改編では、第81飛行隊に改編された飛行隊の一つである第812飛行隊に配備され、同時に第91飛行隊は解隊されている。1991年と2003年に事故により2機が失われた。
艦隊訓練支援機として使用するために、胴体下部にHPS-103気象・航法レーダーを装備し、主翼下に標的曳航装置やECMポッド、チャフポッド用のパイロンを増設、翼端燃料タンクの先端には左翼側にミサイルシーカー・シミュレーター、右翼側に評価・記録用テレビカメラを搭載している。これらの装備により、U-36Aは自らをミサイルに見立てて飛行し艦隊への対艦ミサイル攻撃をシミュレートする他、標的曳航機として艦隊の対空射撃訓練を支援していた。
2022年12月16日に政府が閣議決定した防衛力整備計画でU-36Aの用途廃止を進めることが明記された。
2025年3月10日、最後の飛行訓練が行われ、37年にわたる運用を終えた。

#### 事故
| 年月日    | 所 属      | 機番号 | 事故内容 |
| --------- | ---------- | ------ | --- |
| 1991.2.28 | 第81航空隊 | 9203   | 岩国航空基地で飛行訓練中、着陸に失敗して滑走路をオーバーランし滑走路北側の水路に突っ込み、機体が損壊。 乗員5名が重軽傷を負った。 |
| 2003.5.21 | 第91航空隊 | 9202   | 連続離着陸訓練中、先行機（US-1A）の後方乱気流により操縦不能となり、墜落。乗員4名が殉職。                                         |

## 航空機事故
リアジェット35が起こした事故の中で有名なものに、ペイン・スチュワートが搭乗中に航空機事故に遭難したものがある。1999年10月25日
、移動中の機体は不具合を起こし、墜落。乗員乗客は全員死亡した。（「1999年リアジェット35墜落事故」参照）
また2025年2月10日には、モトリー・クルーのボーカリストであるヴィンス・ニールが所有する35Aが、アリゾナ州スコッツデール空港にて着陸時滑走路逸脱事故を起こし、パイロット1名が死亡した。

## 諸元（C-21A）
- 全長：14.83m
- 全幅：12.04m（主翼端燃料タンク含む）
- 全高：3.73m
- 翼面積：23.53 m2
- 空虚重量：4,502kg
- 最大離陸重量：8,345kg
- エンジン：ハネウェル TFE731-2-2B ターボファンエンジン（推力15.57kN）2基
- 最大速度：872km/h=M0.71（高度25,000ft）
- 巡航速度：860km/h=M0.70（高度41,000ft）
- 証明取得上昇限度：13,715m
- 航続距離：3,891km（乗客6名時）
- 乗員：2名
- ペイロード：乗客最大8名 または貨物1,430kg

## 登場作品

### 漫画
『戦海の剣－死闘』

### 映像
『メーデー!:航空機事故の真実と真相』　
シーズン14　第1話「自家用ジェットの悲劇(1999年リアジェット35墜落事故)」